# Czubajeczka różowobrązowa

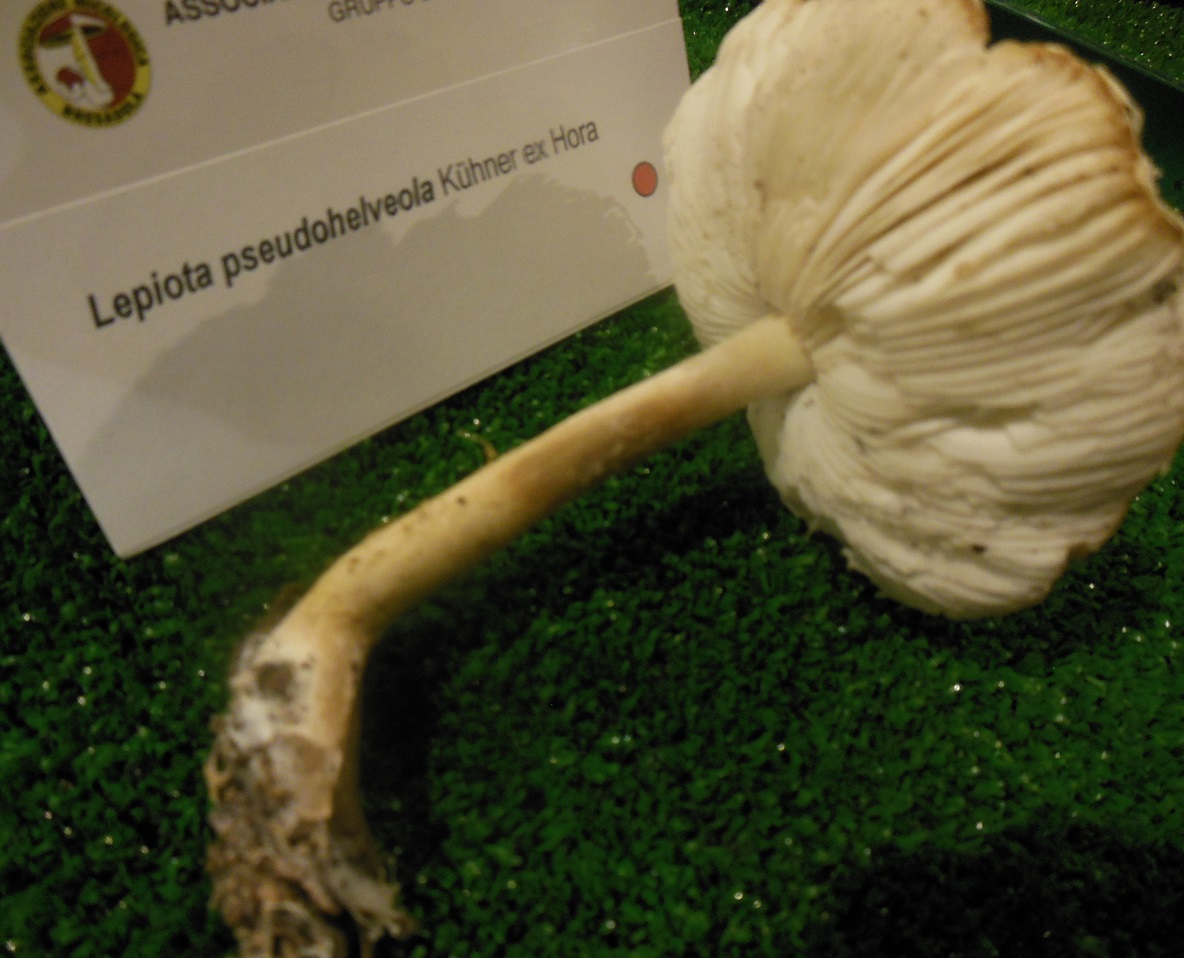

Czubajeczka różowobrązowa (Lepiota pseudolilacea Huijsman) – gatunek grzybów z rodziny pieczarkowatych (Agaricaceae).

## Systematyka i nazewnictwo
Pozycja w klasyfikacji według Index Fungorum: Lepiota, Agaricaceae, Agaricales, Agaricomycetidae, Agaricomycetes, Agaricomycotina, Basidiomycota, Fungi.
Synonimy:
- Lepiota pseudohelveola Kühner ex Hora 1960
- Lepiota pseudohelveola Kühner 1936
- Lepiota pseudohelveola var. sabulosa Bon 1987
- Lepiotula pseudolilacea (Huijsman) Wasser 1976[2].

Nazwę polską zaproponował Władysław Wojewoda w 2003 r. dla synonimu Lepiota pseudohelveola.

## Morfologia
Kapelusz
Średnica 2,5–5 cm, początkowo stożkowaty, potem wypukły, na koniec spłaszczony, z wyraźnym garbkiem. Na środku ciemnobrązowy z nieco nastroszonymi łuskami, poza tym pokryty jasnobrązowymi łuskami o różowym odcieniu, na białawym tle.
Blaszki
Wolne, średnio gęste, białe.
Trzon
Wysokość 4–6 cm, walcowaty, nieco zakrzywiony i pogrubiony u podstawy, poniżej pierścienia pokryty małymi łuskami.
Miąższ
Białawy z lekkim zapachem i posmakiem cynamonu.
Cechy mikroskopowe
Zarodniki elipsoidalne do cylindrycznych, 6–10 × 4–5 µm, dekstrynoidalne. Cheilocystydy maczugowate, wrzecionowate lub cylindryczne, czasami z główkowatym wierzchołkiem.
Gatunki podobne
Czubajeczka liliowa (Lepiota lilacea) odróżnia się m.in. owocowym zapachem, czubajeczka cuchnąca ma zapach nieprzyjemny, nieco czosnkowy.

## Występowanie i siedlisko
Gatunek notowany głównie w Europie, poza nią podano nieliczne stanowiska w Ameryce Północnej i Południowej, Azji i na Nowej Zelandii.
W Polsce W. Wojewoda w 2003 r. przytoczył 2 stanowiska z uwagą, że częstość występowania i stopień zagrożenia nie są znane. W późniejszych latach podano wiele nowych stanowisk.
Naziemny grzyb saprotroficzny występujący w lasach liściastych.
Jest grzybem silnie trującym.